# Moldau
De Moldau (Tsjechisch: Vltava) is met 440 kilometer de langste rivier van Tsjechië. De rivier ontstaat uit twee bronrivieren in het Bohemer Woud en mondt uit in de Elbe, na Bohemen van zuid naar noord te hebben doorkruist met een passage door de Tsjechische hoofdstad Praag.
Naast Moldau en Vltava werd de rivier vroeger ook Wulda genoemd (in het Duits). De naam ontstond uit het Germaans Wilth-ahwa, wat zoveel betekent als 'woest kolkend water'.
De Moldau ontstaat in het Tsjechische deel van het Bohemer Woud (Šumava) uit  twee bronrivieren: de Warme Moldau (Teplá Vltava, van links) en de Koude Moldau (Studená Vltava, van rechts). De Warme Moldau is de langste van beide en ontspringt op de hellingen van de Černá hora, nog net op Tsjechisch grondgebied. De Warme Moldau wordt gevoed door een aantal zijriviertjes die eveneens de naam Moldau dragen: de Kleine Vltava (Malá Vltava) en de Grassige Moldau (Trávnatá Vltava of Řasnice). De Koude Moldau (Kalte Moldau) ontspringt op Beiers grondgebied en passeert de Duits-Tsjechische grens voorbij Haidmühle. De bron van de Koude Moldau ligt op de hellingen van de 1167 meter hoge Haidel in het Beierse Woud.
De Warme en de Koude Moldau verenigen zich ten zuiden van Volary, kort voordat de Moldau het Lipnomeer bereikt, het eerste en grootste van een reeks stuwmeren die de Moldaucascade (Vltavské kaskády) wordt genoemd. De stuwmeren werden in de jaren 50 aangelegd, vooral om de waterstand te reguleren en de stroomafwaarts gelegen plaatsen te behoeden voor overstromingen. Niettemin treedt de Moldau nog geregeld buiten haar oevers, bijvoorbeeld in augustus 2002, toen het water in de straten van Praag stond.
Via Český Krumlov, České Budějovice en Praag mondt de rivier bij Mělník uit in de Elbe. De Moldau is op dat punt waterrijker en langer dan de Elbe zelf. De Moldau is bevaarbaar vanaf ca 20 km stroomopwaarts van Praag.
Een beroemd klassiek muziekstuk is het symfonisch gedicht over de Moldau uit Má Vlast ('Mijn vaderland') van de componist Bedřich Smetana. Het stuk beeldt de loop van de rivier uit.
- Gemeinsame Normdatei: 4101123-5
- Nationale Bibliotheek van Letland: 000291371
- Nationale Bibliotheek van Tsjechië: ge134571